# جولي كالفرت
جولي كالفرت (23 فبراير 1964 - ) (بالإنجليزية: Julie Calvert)‏ هي لاعبة كريكت أسترالية. شاركت مع منتخب أستراليا الوطني للكريكت. أما مع النوادي، فقد لعبت مع Victoria women's cricket team ‏.

## وصلات خارجية
- جولي كالفرت على موقع إي آس بي آن كريك إنفو (الإنجليزية)